# Medier i Danmark
Medier i Danmark finns i olika former: tidningar, radio, tv samt internet. Majoriteten av alla vuxna danskar tar del av minst en tidning om dagen, den tidning med flest läsare är den rikstäckande gratistidningen MX Metroxpress som hade en räckvidd på 511 000 läsare under 2016.

## Dagspressen
Danmark har 31 betalda tidningar som ger ut ca 5-7 nummer i veckan samt en fådagarstidning, Weekendavisen som ger ut ett nummer i veckan. Siffror från 2014 visar att tidningarna hade en total omsättning på 1,1 miljoner exemplar. I jämförelse med de Nordiska länderna är det låga siffror på grund av att Danmark under 1950- och 1960-talet drabbades av en tidningsdöd som påverkade tidningskonsumtionen mycket.
En annan orsak till att tidningarna minskat är konkurrensen med TV, internet och gratistidningar, men på senare tid har läsarsiffrorna stabiliserats.
Den största tidningen som inte är gratis i Danmark är Politiken som hade 313 000 läsare under 2016, vilket följs av Jyllands-posten som hade 217 000 läsare under 2016. 
Tidningen Politiken grundades den 1 oktober år 1884 i Köpenhamn och betecknas som oberoende socialliberal. Tidningen ägs till 4,4 % av Ellen Hørups Fons, till 88,4 % av Politiken Fonden och till ca 7,3 % av övriga ägare.
Jyllands-Posten har funnits sedan 1969 men den har varit etablerad sedan den 2 oktober 1871. Det är en dagstidningen som ger ut sju nummer i veckan och ses som oberoende borgerlig tidning. Under 1920- och 1930-talet stöttade tidningen den nazistiska rörelsen, när Benito Mussolini framträdde som ledare över den fascistisk koalitionsregeringen hyllade Jyllands-posten detta och trodde att det skulle gynna Italien med en sådan stark ledare. 1938 skedde en vändning, då man publicerade ett brev från den danske författaren Kaj Munk till Mussolini, där judeförföljelsen kritiserades. Munk mördades av Gestapo när Tyskland några år senare ockuperade Danmark.
Trots att tidningskonsumtionen sjunker finns det ändå en omfattande utgivning av lokaltidningar som varje hushåll får ta del av en gång i veckan utan någon kostnad. Många av dessa tidningar ägs av tidningshus, vilket är ägare till en eller fler tidningar.

## Public service
En jämförelse mellan Sveriges och Danmarks public service är att bägge länderna har ett statligt radio- och TV- bolag, som i Danmark heter Danmarks Radio. Danmarks Radio tillhandahåller 8 radiotjänster samt sex TV- kanaler. 
Finansieringen fungerar som i Sverige, med hjälp av licensavgifter från allmänheten, dock upphörde sändningsmonopolet under 1980-talet på grund av att lokala radio- och TV-kanaler startades. Det danska public service media-företaget förmedlar nyheter, information och viktiga händelser och har som syfte att informera och vara objektiva, likadant fungerar det i Sverige. Dansk Radio, eller det ursprungliga namnet Statsradiofonien är ett danskt public service-företag som leds av en styrelse med 11 ledamöter. Det är denna styrelse som har makten och det överordnade ansvaret när det kommer tills dagspressen, och de som är med i styrelsen utses av kulturdepartementet, det danska folketinget och medarbetare på Danmarks Radio.
Dansk public service grundades den 1 april 1925 och började med tre timmars sändningar från en telegrafstation i Köpenhamn. Idag sänder de nyheter via radio som är både rikstäckande och har lokala sändningar. Även via sex olika TV-kanaler, DR1, DR2, DR3, DR Kultur, DR Ramasjang för barn och ungdomar samt DR Ultra som även den är för barn och ungdomar.

## Regler och lagstiftning
Klagomål som förekommer mot press, TV eller radio hanteras av en samlad statlig nämnd, som grundades 1991 på grund av att utgivare samt journalister inte kom överens om en frivillig nämnd.  
I Danmark finns Medieansvarslagen som ska se till att medierna följer god pressetik och som underlag för den huvudsakliga lagen tillade de danska folketinget de danska utgivarnas etiska regler, som riktlinjer om god pressed. Dessa etiska regler kan ses som en parallell till de svenska pressetiska reglerna, som också handlar om god pressed och andra etiska regler.

## Censur och yttrandefrihet
På pressfrihetsindexskalan ligger Danmark på fjärde plats av 180 länder, detta innebär att landet har en bra pressetisk situation. Detta är en förbättring jämfört med statistik från tidigare år, eftersom de låg på elfte plats år 2010 på pressfrihetsindexskalan.
Jämfört med Sverige ligger Danmark bättre till på pressfrihetsskalan, eftersom Sverige ligger rankad på en åttonde plats i nuläget.
Danmarks pressfrihetsindex ligger på 12/30, där 30 representerar den sämsta pressfrihetssituationen och 0 representerar den bästa möjliga.
Dessa siffror är från en rapport om hur oberoende medierna är, undersökningen bedömer säkerheten för press, sändningar och den digitala mediefriheten i totalt 199 länder runt om i världen.